# ユリョン
『ユリョン』（原題：유령）は、1999年制作の韓国映画。
原子力潜水艦を舞台にした作品で、CGと特撮を駆使した韓国初の潜水艦映画である。大鐘賞6部門を受賞した。総製作費は23億ウォン。タイトルの『ユリョン』とは韓国語で“幽霊”の意味。

## あらすじ
大韓民国海軍のエリート将校のイ・チャンソク少佐は、潜水艦「チャンボゴ」の副長として、アメリカ海軍との合同訓練に参加していた。しかしその訓練中、チャンボゴの艦長であるイ・テジュンが訓練と現実の区別が付かなくなり、気が狂って味方の軍艦に魚雷を発射しようとしてしまう。魚雷発射を阻止しようとしたイ・チャンソクは艦長を射殺してしまい、軍法会議に於いて銃殺刑の宣告を受け、処刑される。
しかし、死んだはずのチャンソクは、ベッドの上で目を覚ます。彼がいたのはナムヘ（南海）にある秘密基地であり、国家保安部第一級の機密とされているところだった。そして、彼はそこで202と呼ばれる人物と出会い、彼からそこがどこなのか、なぜチャンソクがそこにいるのかを聞かされる。チャンソク達は「極秘任務」のためにそこに送られており、記録上は全員死んだことにされていた。そして彼らは全員、名前ではなく番号で呼ばれており、チャンソクは431と呼ばれるようになった。
韓国は、ロシアからウォン借款の現物償還としてシエラ級原子力潜水艦を極秘に入手し、その作戦名からこの潜水艦を“幽霊（ユリョン）”と呼んでいた。チャンソクはミサイル班統制将校として、この潜水艦に搭乗することになる。そして、チャンソクたち死んだはずの男たちは、存在しないはずの潜水艦“幽霊（ユリョン）”に搭乗し、政府による極秘任務《作戦名：ユリョン》の指令のもと日本海に向け出航した。
だが、その艦内で、艦長だけが知る極秘指令の内容を察知した民族主義者の副艦長202はクーデターを起こし、艦長を殺害してしまう。そして、核ミサイルで日本を攻撃しようとする202と、これを阻止しようとするチャンソクとの間で葛藤と対立のドラマが繰り広げられる。

## キャスト
| 役名                | 俳優             | 日本語吹替                                              |
| ------------------- | ---------------- | ------------------------------------------------------- |
| イ・チャンソク/431  | チョン・ウソン   | 真殿光昭                                                |
| 432（ミサイル士官） | ソル・ギョング   | 小山武宏                                                |
| 202（副艦長）       | チェ・ミンス     | 大塚芳忠                                                |
| 872                 | キム・ヨンホ     | 桜井敏治                                                |
| 000（艦長）         | ユン・ジュサン   | 木村雅史                                                |
| チャンソクの父      | キム・ウンス     | 石鍋将彦                                                |
| 981（調理長）       | チョン・ウンピョ | 佐藤晴男                                                |
| その他              |                  | 栗山浩一 小原雅一 清水敏孝 伊藤浩司 小森仁 鈴木正和     |
|                     |                  |                                                         |
| 演出                |                  | 水本完                                                  |
| 翻訳                |                  | 武藤崇子                                                |
| 調整                |                  | 佐竹徹也                                                |
| 録音スタジオ        |                  | 東京テレビセンター                                      |
| プロデューサー      |                  | 安藤功史                                                |
| 制作                |                  | ジャパン・オリジナル・テクニック ザック・プロモーション |